# Монети Угорщини
Монети угорського форинта (угор. forint érmék) є частиною угорської валюти, угорського форинта.

## 1946-1948
| Друга республіка | Друга республіка | Друга республіка | Друга республіка | Друга республіка | Друга республіка | Друга республіка                       | Друга республіка                 | Друга республіка                                                                            | Друга республіка                          | Друга республіка   | Друга республіка | Друга республіка | Друга республіка |
| Зображення       | Зображення       | Номінал          | Параметри        | Параметри        | Параметри        | Параметри                              | Опис                             | Опис                                                                                        | Опис                                      | Дата               | Дата             | Дата             | Дата             |
| Аверс            | Реверс           | Номінал          | Діаметр          | Товщина          | Маса             | Матеріал                               | Гурт                             | Аверс                                                                                       | Реверс                                    | першого карбування | випуску          | вилучення        | lapse            |
| ---------------- | ---------------- | ---------------- | ---------------- | ---------------- | ---------------- | -------------------------------------- | -------------------------------- | ------------------------------------------------------------------------------------------- | ----------------------------------------- | ------------------ | ---------------- | ---------------- | ---------------- |
|                  |                  | 2 f              | 17.0 мм          | 1.7 мм           | 3.0 г            | Латунь 85% мідь 15% цинк               | Гладкий                          | "MAGYAR ÁLLAMI VÁLTÓPÉNZ" 1, рік карбування, герб Угорщини                                  | Номінал, фірмовий знак монетного двору    | 1946               | 1 листопада 1946 | 30 червня 1977   | 31 грудня 1977   |
|                  |                  | 5 f              | 17.0 мм          | 1.4 мм           | 0.6 г            | Алюміній                               | Гладкий                          | "MAGYAR KÖZTÁRSASÁG" 2, рік карбування, молода жінка                                        | Номінал, фірмовий знак монетного двору    | 1948               | 30 січня 1948    | 30 вересня 1992  | 31 грудня 1993   |
|                  |                  | 10 f             | 19.1 мм          | 1.5 мм           | 3.0 г            | Алюмінієва бронза 92% мідь 8% Алюміній | Рубчастий                        | "MAGYAR ÁLLAMI VÁLTÓPÉNZ", рік карбування, голуб миру                                       | Номінал, фірмовий знак монетного двору    | 1946               | 1 листопада 1946 | 30 червня 1977   | 31 грудня 1977   |
|                  |                  | 20 f             | 21.0 мм          | 1.6 мм           | 4.0 г            | Алюмінієва бронза 92% мідь 8% Алюміній | Рубчастий                        | "MAGYAR ÁLLAMI VÁLTÓPÉNZ", рік карбування, 3 колоса пшениці                                 | Номінал, фірмовий знак монетного двору    | 1946               | 1 листопада 1946 | 30 червня 1977   | 31 грудня 1977   |
|                  |                  | 50 f             | 22.0 мм          | 1.6 мм           | 1.4 г            | Алюміній                               | Гладкий                          | "MAGYAR KÖZTÁRSASÁG", рік карбування, людина, що сидить з молотом                           | Номінал, фірмовий знак монетного двору    | 1948               | 5 травня 1948    | 30 червня 1972   | 30 червня 1973   |
|                  |                  | 1 Ft             | 23.7 мм          | 1.6 мм           | 1.5 г            | Алюміній                               | Рубчастий                        | "MAGYAR ÁLLAMI VÁLTÓPÉNZ", фірмовий знак монетного двору, герб Угорщини                     | Номінал, рік карбування                   | 1946               | 1 листопада 1946 | 31 серпня 1951   | 31 березня 1952  |
|                  |                  | 2 Ft             | 28.0 мм          | 2.0 мм           | 2.8 г            | Алюміній                               | Рубчастий                        | "MAGYAR KÖZTÁRSASÁG", фірмовий знак монетного двору, герб Угорщини                          | Номінал, рік карбування                   | 1946               | 1 листопада 1946 | 31 грудня 1951   | 31 грудня 1952   |
|                  |                  | 5 Ft             | 32.0 мм          | 2.9 мм           | 20.0 г           | 835‰ срібло                            | "MUNKA A NEMZETI JÓLÉT ALAPJA" 3 | "MAGYAR KÖZTÁRSASÁG", фірмовий знак монетного двору, рік карбування, номінал, герб Угорщини | "1802-1894 KOSSUTH", Лайош Кошут          | 1946               | 1 листопада 1946 | 30 червня 1977   | 31 грудня 1977   |
|                  |                  | 5 Ft             | 32.0 мм          | 1.9 мм           | 12.0 г           | 500‰ срібло                            | "M Á P V" 4 та Орнамент          | "MAGYAR KÖZTÁRSASÁG", фірмовий знак монетного двору, рік карбування, номінал, герб Угорщини | "1802-1894 KOSSUTH", Лайош Кошут          | 1947               | 19 травня 1947   | 30 червня 1977   | 31 грудня 1977   |
| Ювілейні в обігу |                  |                  |                  |                  |                  |                                        |                                  |                                                                                             |                                           |                    |                  |                  |                  |
|                  |                  | 5 Ft             | 32.0 мм          | 1.9 мм           | 12.0 г           | 500‰ срібло                            | "ESKÜSZÜNK ESKÜSZÜNK" 5          | "MAGYAR KÖZTÁRSASÁG", номінал, рік карбування, фірмовий знак монетного двору                | "PETŐFI SÁNDOR 1848-49", Шандор Петефі    | 1948               | 1 травня 1948    | 30 червня 1977   | 31 грудня 1977   |
|                  |                  | 10 Ft            | 36.0 мм          | 2.5 мм           | 20.0 г           | 500‰ срібло                            | "A LEGNAGYOBB MAGYAR EMLÉKÉRE" 6 | "MAGYAR KÖZTÁRSASÁG", номінал, рік карбування, фірмовий знак монетного двору                | "SZÉCHENYI ISTVÁN 1848-49", Іштван Сечені | 1948               | 1 травня 1948    | 30 червня 1977   | 31 грудня 1977   |
|                  |                  | 20 Ft            | 40.0 мм          | 2.8 мм           | 28.0 г           | 500‰ срібло                            | Орнамент                         | "MAGYAR KÖZTÁRSASÁG", номінал, рік карбування, фірмовий знак монетного двору, герб Угорщини | "TÁNCSICS MIHÁLY 1848", Міхай Танчіч      | 1948               | 1 травня 1948    | 30 червня 1977   | 31 грудня 1977   |
|                  |                  |                  |                  |                  |                  |                                        |                                  |                                                                                             |                                           |                    |                  |                  |                  |

## 1949-1989
| Народна Республіка | Народна Республіка | Народна Республіка | Народна Республіка | Народна Республіка | Народна Республіка | Народна Республіка             | Народна Республіка | Народна Республіка                                                                             | Народна Республіка                                                    | Народна Республіка | Народна Республіка | Народна Республіка | Народна Республіка |
| Зображення         | Зображення         | Номінал            | Параметри          | Параметри          | Параметри          | Параметри                      | Опис               | Опис                                                                                           | Опис                                                                  | Дата               | Дата               | Дата               | Дата               |
| Аверс              | Реверс             | Номінал            | Діаметр            | Товщина            | Маса               | Матеріал                       | Гурт               | Аверс                                                                                          | Реверс                                                                | першого карбування | випуску            | вилучення          | lapse              |
| ------------------ | ------------------ | ------------------ | ------------------ | ------------------ | ------------------ | ------------------------------ | ------------------ | ---------------------------------------------------------------------------------------------- | --------------------------------------------------------------------- | ------------------ | ------------------ | ------------------ | ------------------ |
|                    |                    | 2 f                | 18.0 мм            | 1.1 мм             | 0.65 г             | Алюміній                       | Гладкий            | "MAGYAR NÉPKÖZTÁRSASÁG" 7, рік карбування                                                      | Номінал, фірмовий знак монетного двору                                | 1950               | 27 березня 1950    | 30 вересня 1992    | 31 грудня 1993     |
|                    |                    | 5 f                | 17.0 мм            | 1.4 мм             | 0.6 г              | Алюміній                       | Гладкий            | "MAGYAR NÉPKÖZTÁRSASÁG", рік карбування, молода жінка                                          | Номінал, фірмовий знак монетного двору                                | 1953               | 31 березня 1953    | 30 вересня 1992    | 31 грудня 1993     |
|                    |                    | 10 f               | 19.1 мм            | 1.4 мм             | 0.85 г             | Алюміній                       | Рубчастий          | "MAGYAR NÉPKÖZTÁRSASÁG", рік карбування, голуб миру                                            | Номінал, фірмовий знак монетного двору                                | 1950               | 15 грудня 1950     | 30 вересня 1996    | 31 грудня 1997     |
|                    |                    | 10 f               | 18.5 мм            | 1.2 мм             | 0.6 г              | 96% Алюміній 4% магній         | Гладкий            | "MAGYAR NÉPKÖZTÁRSASÁG", рік карбування, голуб миру                                            | Номінал, фірмовий знак монетного двору                                | 1967               | 12 травня 1967     | 30 вересня 1996    | 31 грудня 1997     |
|                    |                    | 20 f               | 21.0 мм            | 1.6 мм             | 1.25 г             | Алюміній                       | Гладкий            | "MAGYAR NÉPKÖZTÁRSASÁG", рік карбування, 3 колоса пшениці                                      | Номінал, фірмовий знак монетного двору                                | 1953               | 31 березня 1953    | 30 вересня 1996    | 31 грудня 1997     |
|                    |                    | 20 f               | 20.4 мм            | 1.4 мм             | 0.9 г              | 96% Алюміній 4% магній         | Рубчастий          | "MAGYAR NÉPKÖZTÁRSASÁG", рік карбування, 3 колоса пшениці                                      | Номінал, фірмовий знак монетного двору                                | 1967               | 12 травня 1967     | 30 вересня 1996    | 31 грудня 1997     |
|                    |                    | 50 f               | 22.0 мм            | 1.6 мм             | 1.4 г              | Алюміній                       | Гладкий            | "MAGYAR NÉPKÖZTÁRSASÁG", рік карбування                                                        | Номінал, фірмовий знак монетного двору                                | 1953               | 31 березня 1953    | 30 червня 1972     | 30 червня 1973     |
|                    |                    | 50 f               | 21.5 мм            | 1.6 мм             | 1.2 г              | 96% Алюміній 4% магній         | Гладкий            | "MAGYAR NÉPKÖZTÁRSASÁG", Міст Ержебет                                                          | Номінал, рік карбування, фірмовий знак монетного двору                | 1967               | 12 травня 1967     | 30 вересня 1999    | 30 вересня 2000    |
|                    |                    | 1 Ft               | 23.7 мм            | 1.6 мм             | 1.5 г              | Алюміній                       | Рубчастий          | "MAGYAR NÉPKÖZTÁRSASÁG", рік карбування, герб Угорщини                                         | Номінал, фірмовий знак монетного двору                                | 1949               | 15 листопада 1949  | 30 червня 1995     | 31 грудня 1995     |
|                    |                    | 1 Ft               | 23.7 мм            | 1.6 мм             | 1.5 г              | Алюміній                       | Рубчастий          | "MAGYAR NÉPKÖZTÁRSASÁG", рік карбування, герб Угорщини                                         | Номінал, фірмовий знак монетного двору                                | 1957               | 10 жовтня 1957     | 30 червня 1995     | 31 грудня 1995     |
|                    |                    | 1 Ft               | 22.8 мм            | 1.8 мм             | 1.4 г              | 96% Алюміній 4% магній         | Рубчастий          | "MAGYAR NÉPKÖZTÁRSASÁG", рік карбування, герб Угорщини                                         | Номінал, фірмовий знак монетного двору                                | 1967               | 12 травня 1967     | 30 червня 1995     | 31 грудня 1995     |
|                    |                    | 2 Ft               | 25.0 мм            | 1.4 мм             | 5.0 г              | Мельхіор 75% мідь 25% нікель   | Орнамент           | "MAGYAR NÉPKÖZTÁRSASÁG", рік карбування, герб Угорщини                                         | Номінал, фірмовий знак монетного двору                                | 1950               | 20 січня 1950      | 30 червня 1971     | 30 червня 1972     |
|                    |                    | 2 Ft               | 25.0 мм            | 1.4 мм             | 5.0 г              | Мельхіор 75% мідь 25% нікель   | Орнамент           | "MAGYAR NÉPKÖZTÁRSASÁG", рік карбування, герб Угорщини                                         | Номінал, фірмовий знак монетного двору                                | 1957               | 10 жовтня 1957     | 30 червня 1971     | 30 червня 1972     |
|                    |                    | 2 Ft               | 25.0 мм            | 1.4 мм             | 5.0 г              | 58% мідь 18% нікель 24% цинк   | Орнамент           | "MAGYAR NÉPKÖZTÁRSASÁG", рік карбування, герб Угорщини                                         | Номінал, фірмовий знак монетного двору                                | 1962               | 9 грудня 1962      | 30 червня 1971     | 30 червня 1972     |
|                    |                    | 2 Ft               | 22.4 мм            | 1.6 мм             | 4.44 г             | Латунь 72% мідь 28% цинк       | Гладкий            | "MAGYAR NÉPKÖZTÁRSASÁG", герб Угорщини                                                         | Номінал, рік карбування, фірмовий знак монетного двору                | 1970               | 1 липня 1970       | 30 червня 1995     | 31 грудня 1995     |
|                    |                    | 5 Ft               | 27.5 мм            | 1.7 мм             | 7.4 г              | 60% мідь 21% нікель 19% цинк   | Рубчастий          | "MAGYAR NÉPKÖZTÁRSASÁG", фірмовий знак монетного двору, рік карбування, номінал, герб Угорщини | "1802-1894 KOSSUTH", Лайош Кошут                                      | 1967               | 12 травня 1967     | 30 червня 1972     | 30 червня 1973     |
|                    |                    | 5 Ft               | 24.3 мм            | 1.7 мм             | 5.73 г             | Нікель                         | Рубчастий          | "MAGYAR NÉPKÖZTÁRSASÁG" "KOSSUTH", Лайош Кошут                                                 | Номінал, фірмовий знак монетного двору, рік карбування, герб Угорщини | 1971               | 2 серпня 1971      | 30 червня 1995     | 31 грудня 1995     |
|                    |                    | 5 Ft               | 23.4 мм            | 1.6 мм             | 5.0 г              | Мельхіор 75% мідь 25% нікель   | Рубчастий          | "MAGYAR NÉPKÖZTÁRSASÁG" "KOSSUTH", Лайош Кошут                                                 | Номінал, фірмовий знак монетного двору, рік карбування, герб Угорщини | 1983               | 18 квітня 1983     | 30 червня 1995     | 31 грудня 1995     |
|                    |                    | 10 Ft              | 28.0 мм            | 1.9 мм             | 8.83 г             | Нікель                         | Орнамент           | "MAGYAR NÉPKÖZTÁRSASÁG", фірмовий знак монетного двору, Площа Свободи (Будапешт)               | Номінал, рік карбування, герб Угорщини                                | 1971               | 1 червня 1971      | 31 березня 1987    | 31 грудня 1988     |
|                    |                    | 10 Ft              | 25.4 мм            | 1.7 мм             | 6.1 г              | 92% мідь 6% Алюміній 2% нікель | Орнамент           | "MAGYAR NÉPKÖZTÁRSASÁG", фірмовий знак монетного двору, Площа Свободи (Будапешт)               | Номінал, рік карбування, герб Угорщини                                | 1983               | 18 квітня 1983     | 30 червня 1995     | 31 грудня 1995     |
|                    |                    | 20 Ft              | 26.8 мм            | 1.8 мм             | 7.06 г             | Мельхіор 75% мідь 25% нікель   | Рубчастий          | "MAGYAR NÉPKÖZTÁRSASÁG", Дожа Дєрдь                                                            | Номінал, рік карбування, фірмовий знак монетного двору, герб Угорщини | 1982               | 18 квітня 1983     | 30 червня 1995     | 31 грудня 1995     |
| Ювілейні в обігу   |                    |                    |                    |                    |                    |                                |                    |                                                                                                |                                                                       |                    |                    |                    |                    |
|                    |                    | 20 f               | 20.4 мм            | 1.4 мм             | 0.9 г              | 96% Алюміній 4% магній         | Рубчастий          | "MAGYAR NÉPKÖZTÁRSASÁG", рік карбування, 3 колоса пшениці, TERMELJ TÖBB ÉLELMET                | Номінал, фірмовий знак монетного двору                                | 1983               | 28 березня 1983    | У обігу            | У обігу            |
|                    |                    | 5 Ft               | 23.4 мм            | 1.6 мм             | 5.0 г              | 75% мідь 25% нікель            | Рубчастий          | MAGYAR NÉPKÖZTÁRSASÁG, FAO                                                                     | Номінал, фірмовий знак монетного двору, рік карбування, герб Угорщини | 1983               | 28 березня 1983    | У обігу            | У обігу            |
|                    |                    | 10 Ft              | 28.0 мм            | 1.9 мм             | 8.83 г             | 100% нікель                    | Орнамент           | MAGYAR NÉPKÖZTÁRSASÁG, фірмовий знак монетного двору, Площа Свободи (Будапешт)                 | Номінал, рік карбування, logo of FAO                                  | 1981               | 30 квітня 1981     | У обігу            | У обігу            |
|                    |                    | 10 Ft              | 28.0 мм            | 1.9 мм             | 8.83 г             | 100% нікель                    | Орнамент           | MAGYAR NÉPKÖZTÁRSASÁG, фірмовий знак монетного двору, FAO                                      | Номінал, рік карбування, герб Угорщини                                | 1983               | 28 березня 1983    | У обігу            | У обігу            |
|                    |                    |                    |                    |                    |                    |                                |                    |                                                                                                |                                                                       |                    |                    |                    |                    |

## 1989-2011
| 3-тя республіка  | 3-тя республіка | 3-тя республіка | 3-тя республіка | 3-тя республіка | 3-тя республіка | 3-тя республіка              | 3-тя республіка       | 3-тя республіка | 3-тя республіка                                        | 3-тя республіка    | 3-тя республіка | 3-тя республіка | 3-тя республіка |
| Зображення       | Зображення      | Номінал         | Параметри       | Параметри       | Параметри       | Параметри                    | Опис                  | Опис | Опис                                                   | Дата               | Дата            | Дата            | Дата            |
| Аверс            | Реверс          | Номінал         | Діаметр         | Товщина         | Маса            | Матеріал                     | Гурт                  | Аверс | Реверс                                                 | першого карбування | випуску         | вилучення       | lapse           |
| ---------------- | --------------- | --------------- | --------------- | --------------- | --------------- | ---------------------------- | --------------------- | --- | ------------------------------------------------------ | ------------------ | --------------- | --------------- | --------------- |
|                  |                 | 2 f             | 18.0 мм         | 1.1 мм          | 0.65 г          | Алюміній                     | Гладкий               | "MAGYAR KÖZTÁRSASÁG", рік карбування                                                                                             | Номінал, фірмовий знак монетного двору                 | 1990               | 1 квітня 1990   | 30 вересня 1992 | 31 грудня 1993  |
|                  |                 | 5 f             | 17.0 мм         | 1.4 мм          | 0.6 г           | Алюміній                     | Гладкий               | "MAGYAR KÖZTÁRSASÁG", рік карбування, молода жінка                                                                               | Номінал, фірмовий знак монетного двору                 | 1990               | 1 квітня 1990   | 30 вересня 1992 | 31 грудня 1993  |
|                  |                 | 10 f            | 18.5 мм         | 1.2 мм          | 0.6 г           | 96% Алюміній 4% магній       | Гладкий               | "MAGYAR KÖZTÁRSASÁG", рік карбування, голуб миру                                                                                 | Номінал, фірмовий знак монетного двору                 | 1990               | 1 квітня 1990   | 30 вересня 1996 | 31 грудня 1997  |
|                  |                 | 20 f            | 20.4 мм         | 1.4 мм          | 0.9 г           | 96% Алюміній 4% магній       | Рубчастий             | "MAGYAR KÖZTÁRSASÁG", рік карбування, пшениця                                                                                    | Номінал, фірмовий знак монетного двору                 | 1990               | 1 квітня 1990   | 30 вересня 1996 | 31 грудня 1997  |
|                  |                 | 50 f            | 21.5 мм         | 1.6 мм          | 1.2 г           | 96% Алюміній 4% магній       | Гладкий               | "MAGYAR KÖZTÁRSASÁG", Міст Ержебет                                                                                               | Номінал, рік карбування, фірмовий знак монетного двору | 1990               | 1 квітня 1990   | 30 вересня 1999 | 30 вересня 2000 |
|                  |                 | 1 Ft            | 16.3 мм         | 1.1 мм          | 2.05 г          | 75% мідь 21% цинк 4% нікель  | Гладкий               | "MAGYAR KÖZTÁRSASÁG", рік карбування, герб Угорщини                                                                              | Номінал, фірмовий знак монетного двору                 | 1992               | 29 березня 1993 | 1 березня 2008  | 1 березня 2013  |
|                  |                 | 2 Ft            | 19.2 мм         | 1.5 мм          | 3.1 г           | Мельхіор 75% мідь 25% нікель | Рубчастий             | "MAGYAR KÖZTÁRSASÁG", рік карбування, (Colchicum hungaricum)                                                                     | Номінал, фірмовий знак монетного двору                 | 1992               | 29 березня 1993 | 1 березня 2008  | 1 березня 2013  |
|                  |                 | 5 Ft            | 21.2 мм         | 1.3 мм          | 4.2 г           | 75% мідь 21% цинк 4% нікель  | Гладкий               | "MAGYAR KÖZTÁRSASÁG", рік карбування, Egretta alba                                                                               | Номінал, фірмовий знак монетного двору                 | 1992               | 21 червня 1993  | У обігу         | У обігу         |
|                  |                 | 10 Ft           | 24.8 мм         | 1.3 мм          | 6.1 г           | Мельхіор 75% мідь 25% нікель | Гладкий або рубчастий | "MAGYAR KÖZTÁRSASÁG", рік карбування, герб Угорщини                                                                              | Номінал, фірмовий знак монетного двору                 | 1992               | 21 червня 1993  | У обігу         | У обігу         |
|                  |                 | 20 Ft           | 26.3 мм         | 1.9 мм          | 6.9 г           | 75% мідь 21% цинк 4% нікель  | Рубчастий             | "MAGYAR KÖZTÁRSASÁG", рік карбування, Півники угорські                                                                           | Номінал, фірмовий знак монетного двору                 | 1992               | 29 березня 1993 | У обігу         | У обігу         |
|                  |                 | 50 Ft           | 27.4 мм         | 1.7 мм          | 7.7 г           | Мельхіор 75% мідь 25% нікель | Гладкий               | "MAGYAR KÖZTÁRSASÁG", рік карбування, балабан                                                                                    | Номінал, фірмовий знак монетного двору                 | 1992               | 21 червня 1993  | У обігу         | У обігу         |
|                  |                 | 100 Ft          | 29.2 мм         | 1.9 мм          | 9.4 г           | 75% мідь 21% цинк 4% нікель  | Орнамент              | "MAGYAR KÖZTÁRSASÁG", рік карбування, герб Угорщини                                                                              | Номінал, фірмовий знак монетного двору                 | 1992               | 21 червня 1993  | 31 грудня 1998  | 31 грудня 1999  |
|                  |                 | 100 Ft          | 23.8 мм         | 2.2 мм          | 8 г             | Сталь                        | Рубчастий             | "MAGYAR KÖZTÁRSASÁG", рік карбування, герб Угорщини                                                                              | Номінал, фірмовий знак монетного двору                 | 1996               | 21 жовтня 1996  | У обігу         | У обігу         |
|                  |                 | 200 Ft          | 32 мм           | 1.7 мм          | 12 г            | 500‰ срібло                  | Рубчастий             | "MAGYAR KÖZTÁRSASÁG", рік карбування, Номінал, фірмовий знак монетного двору, герб Угорщини                                      | Будівля Національного банку Угорщини                   | 1992               | 1 грудня 1992   | 3 квітня 1998   | 3 квітня 1999   |
|                  |                 | 200 Ft          | 32 мм           | 1.7 мм          | 12 г            | 500‰ срібло                  | Рубчастий             | "MAGYAR KÖZTÁRSASÁG", рік карбування, Номінал, фірмовий знак монетного двору, герб Угорщини                                      | Ференц Деак                                            | 1994               | 29 квітня 1994  | 3 квітня 1998   | 3 квітня 1999   |
|                  |                 | 200 Ft          | 28.3 мм         | 2.0 мм          | 9.0 г           | Біметал                      | Рубчастий             | "MAGYAR KÖZTÁRSASÁG", рік карбування                                                                                             | Номінал, фірмовий знак монетного двору                 | 2009               | 15 червня 2009  | У обігу         | У обігу         |
| Ювілейні в обігу |                 |                 |                 |                 |                 |                              |                       | |                                                        |                    |                 |                 |                 |
|                  |                 | 10 Ft           | 24.8 мм         | 1.3 мм          | 6.1 г           | Мельхіор 75% мідь 25% нікель | Гладкий або рубчастий | MAGYAR KÖZTÁRSASÁG, JÓZSEF ATTILA, 1905 1937, Аттіла Йожеф, рік карбування                                                       | Номінал, фірмовий знак монетного двору                 | 2005               | 11 квітня 2005  | У обігу         | У обігу         |
|                  |                 | 20 Ft           | 26.3 мм         | 1.9 мм          | 6.9 г           | 75% мідь 21% цинк 4% нікель  | Рубчастий             | MAGYAR KÖZTÁRSASÁG, DEÁK FERENC, 1803 1876, Ференц Деак, рік карбування                                                          | Номінал, фірмовий знак монетного двору                 | 2003               | 8 квітня 2003   | У обігу         | У обігу         |
|                  |                 | 50 Ft           | 27.4 мм         | 1.7 мм          | 7.7 г           | Мельхіор 75% мідь 25% нікель | Гладкий               | MAGYAR KÖZTÁRSASÁG, AZ EURÓPAI UNIÓ TAGJA, герб Угорщини, коло зірок, що представляють Європейський Союз з карбуванням всередині | Номінал, фірмовий знак монетного двору                 | 2004               | 30 квітня 2004  | У обігу         | У обігу         |
|                  |                 | 50 Ft           | 27.4 мм         | 1.7 мм          | 7.7 г           | Мельхіор 75% мідь 25% нікель | Гладкий               | MAGYAR KÖZTÁRSASÁG, 15 ÉVES A NEMZETKÖZI GYERMEKMENTŐ SZOLGÁLAT, логотип Міжнародної служби безпеки дітей, рік карбування        | Номінал, фірмовий знак монетного двору                 | 2005               | 9 жовтня 2005   | У обігу         | У обігу         |
|                  |                 | 50 Ft           | 27.4 мм         | 1.7 мм          | 7.7 г           | Мельхіор 75% мідь 25% нікель | Гладкий               | MAGYAR KÖZTÁRSASÁG, 125 ÉV, Червоний хрест Угорщини, рік карбування                                                              | Номінал, фірмовий знак монетного двору                 | 2006               | 19 вересня 2006 | У обігу         | У обігу         |
|                  |                 | 50 Ft           | 27.4 мм         | 1.7 мм          | 7.7 г           | Мельхіор 75% мідь 25% нікель | Гладкий               | MAGYAR KÖZTÁRSASÁG, 1956, Угорський парламент та прапор Угорської революції 1956 року, рік карбування                            | Номінал, фірмовий знак монетного двору                 | 2006               | 20 вересня 2006 | У обігу         | У обігу         |
|                  |                 | 50 Ft           | 27.4 мм         | 1.7 мм          | 7.7 г           | Мельхіор 75% мідь 25% нікель | Гладкий               | MAGYAR KÖZTÁRSASÁG, 50 ÉVES A RÓMAI SZERZŐDÉS, EURÓPA, 50-річчя Римського договору, рік карбування                               | Номінал, фірмовий знак монетного двору                 | 2007               | 25 березня 2007 | У обігу         | У обігу         |
|                  |                 | 100 Ft          | 23,8 мм         | 2,2 мм          | 8,0 г           | 100% Сталь                   | Recés                 | MAGYAR KÖZTÁRSASÁG, KOSSUTH, 1802-1894, Лайош Кошут, рік карбування                                                              | Номінал, фірмовий знак монетного двору                 | 2002               | 1 лютого 2002   | У обігу         | У обігу         |
|                  |                 |                 |                 |                 |                 |                              |                       | |                                                        |                    |                 |                 |                 |

## 2012-
| Угорщина         | Угорщина   | Угорщина | Угорщина  | Угорщина  | Угорщина  | Угорщина                     | Угорщина              | Угорщина                                                                         | Угорщина                                                     | Угорщина           | Угорщина      | Угорщина  | Угорщина |
| Зображення       | Зображення | Номінал  | Параметри | Параметри | Параметри | Параметри                    | Опис                  | Опис                                                                             | Опис                                                         | Дата               | Дата          | Дата      | Дата     |
| Аверс            | Реверс     | Номінал  | Діаметр   | Товщина   | Маса      | Матеріал                     | Гурт                  | Аверс                                                                            | Реверс                                                       | першого карбування | випуску       | вилучення | lapse    |
| ---------------- | ---------- | -------- | --------- | --------- | --------- | ---------------------------- | --------------------- | -------------------------------------------------------------------------------- | ------------------------------------------------------------ | ------------------ | ------------- | --------- | -------- |
|                  |            | 5 Ft     | 21.2 мм   | 1.3 мм    | 4.2 г     | 75% мідь 21% цинк 4% нікель  | Гладкий               | "MAGYARORSZÁG", рік карбування, Egretta alba                                     | Номінал, фірмовий знак монетного двору                       | 2012               | 6 січня 2012  | У обігу   | У обігу  |
|                  |            | 10 Ft    | 24.8 мм   | 1.3 мм    | 6.1 г     | Мельхіор 75% мідь 25% нікель | Гладкий або рубчастий | "MAGYARORSZÁG", рік карбування, герб Угорщини                                    | Номінал, фірмовий знак монетного двору                       | 2012               | 6 січня 2012  | У обігу   | У обігу  |
|                  |            | 20 Ft    | 26.3 мм   | 1.9 мм    | 6.9 г     | 75% мідь 21% цинк 4% нікель  | Рубчастий             | "MAGYARORSZÁG", рік карбування, Iris aphylla                                     | Номінал, фірмовий знак монетного двору                       | 2012               | 6 січня 2012  | У обігу   | У обігу  |
|                  |            | 50 Ft    | 27.4 мм   | 1.7 мм    | 7.7 г     | Мельхіор 75% мідь 25% нікель | Гладкий               | "MAGYARORSZÁG", рік карбування, Falco cherrug                                    | Номінал, фірмовий знак монетного двору                       | 2012               | 6 січня 2012  | У обігу   | У обігу  |
|                  |            | 100 Ft   | 23.8 мм   | 2.2 мм    | 8 г       | Сталь                        | Рубчастий             | "MAGYARORSZÁG", рік карбування, герб Угорщини                                    | Номінал, фірмовий знак монетного двору                       | 2012               | 6 січня 2012  | У обігу   | У обігу  |
|                  |            | 200 Ft   | 28.3 мм   | 2.0 мм    | 9.0 г     | Біметал                      | Рубчастий             | "MAGYARORSZÁG", рік карбування                                                   | Номінал, фірмовий знак монетного двору                       | 2012               | 6 січня 2012  | У обігу   | У обігу  |
| Ювілейні в обігу |            |          |           |           |           |                              |                       |                                                                                  |                                                              |                    |               |           |          |
|                  |            | 3000 Ft  | 34 мм     |           | 20 г      | 925‰ срібло                  | Рубчастий             | MAGYARORSZÁG, фірмовий знак монетного двору, рік карбування, номінал, Імре Мадач | MADÁCH IMRE, Адам і Єва стоять на Землі, AZ EMBER TRAGÉDIÁJA | 2012               | 12 січня 2012 | У обігу   | У обігу  |
|                  |            | 5000 Ft  | 38.61 мм  |           | 31.46 г   | 925‰ срібло                  | Рубчастий             | MAGYARORSZÁG, Номінал, фірмовий знак монетного двору, рік карбування, жінка      | REMÉNYI JÓZSEF - 1887 - 1977                                 | 2012               | 23 січня 2012 | У обігу   | У обігу  |
|                  |            |          |           |           |           |                              |                       |                                                                                  |                                                              |                    |               |           |          |

## Переклади
1. «MAGYAR ÁLLAMI VÁLTÓPÉNZ» = «Марка (бона) Угорської держави»
2. «MAGYAR KÖZTÁRSASÁG» = «Угорська Республіка»
3. «MUNKA A NEMZETI JÓLÉT ALAPJA» = «Праця є підставою національного добробуту»
4. «M Á P V» = «Magyar Állami Pénzverde» = «Угорський державний монетний двір»
5. «ESKÜSZÜNK ESKÜSZÜNK» = «Ми клянемося, ми клянемося»
6. «A LEGNAGYOBB MAGYAR EMLÉKÉRE» = «Аби відзначити найвизначнішого угорця»
7. «MAGYAR NÉPKÖZTÁRSASÁG» = «Угорська Народна Республіка»